# Thouarella (Thouarella) minuta
Thouarella (Thouarella) minuta is een zachte koralensoort uit de familie van de Primnoidae. De wetenschappelijke naam van de soort is voor het eerst geldig gepubliceerd in 2010 door Zapata-Guardiola & Lopez-González.